# 西部ステップ牧畜民

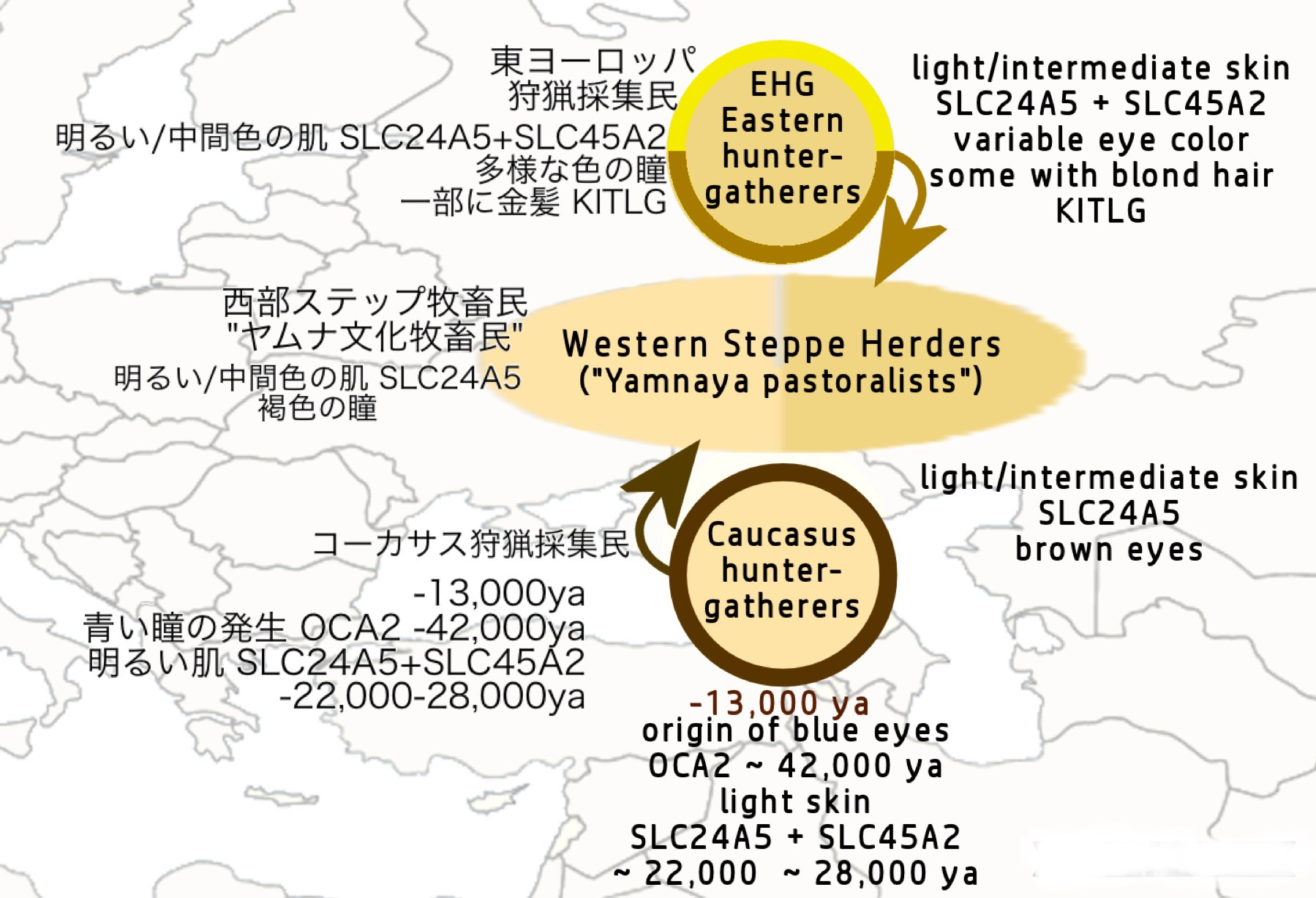
西部ステップ牧畜民（ヤムナヤ牧畜民）の主な遺伝的祖先：東ヨーロッパ狩猟採集民（EHG）とコーカサス狩猟採集民（CHG）の合流。

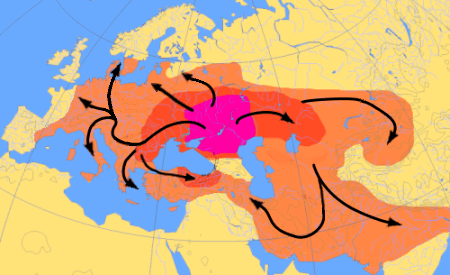
広く信じられているクルガン仮説による、紀元前4000年頃から1000年頃までのインド・ヨーロッパ人の移動のスキーム。これらの移動は西部ステップ牧畜民(WSH)の祖先とインド・ヨーロッパ語族をユーラシア大陸の大部分に広めたと考えられている。。

考古遺伝学では、西部ステップ牧畜民（WSH）という用語は、紀元前5千年紀の変わり目の頃に銅器時代の草原の個体で最初に同定された明確な祖先構成要素に与えられた名前である、その後、クヴァリンスク文化、スレドニ・ストグ文化、ヤムナ文化などの遺伝的に類似した、あるいは直接関連した古代の集団で検出され、現代のヨーロッパ、西アジア、南アジアの集団でもかなりのレベルで発見されている。この祖先系統はしばしばヤムナヤ祖先系統、ヤムナヤ関連祖先系統、ステップ祖先系統またはステップ関連祖先系統と呼ばれる。
西部ステップ牧畜民は東ヨーロッパ狩猟採集民（EHG）とコーカサス狩猟採集民（英語:  Caucasus Hunter-Gatherer）（CHG）が合併した子孫と考えられている。西部ステップ牧畜民(WSH)成分は東ヨーロッパ狩猟採集民(EHG)とコーカサス狩猟採集民(CHG)の祖先成分がほぼ等しい割合で遺伝的混血したものとしてモデル化され、Y-DNAハプログループの大部分は東ヨーロッパ狩猟採集民(EHG)男性からの寄与である。西部ステップ牧畜民の男性のY-DNAハプログループは一様ではなく、ヤムナ文化の個体は主にR1b-Z2103に属し、I2a2は少数であり、それ以前のクヴァリンスク文化の個体は主にR1bであるが、R1a、Q1a、J、I2a2もあり、それ以降の高WSH祖先の縄目文土器文化の個体は初期のサンプルでは主にハプログループR1bに属し、時間の経過とともにR1a-M417が優勢になる。
紀元前3,000年頃、ヤムナ文化またはそれに近縁の集団の人々は、新石器時代の農民との混血を加えた高レベルの西部ステップ牧畜民(WSH)の祖先を持ち、インド・ヨーロッパ人の移動（英語:  Indo-European migrations）に着手した。この時代のWSHの祖先はしばしばステップ初期・中期青銅器時代（Steppe EMBA）と呼ばれる。
この移動は、約75%が西部ステップ牧畜民(WSH)の祖先である縄目文土器文化と、約50%が西部ステップ牧畜民(WSH)の祖先である鐘状ビーカー文化（「東方グループ」）の両方の起源に関連しているが、これらのグループの正確な関係は不明である。西部ステップ牧畜民(WSH)の拡大により、ヨーロッパの遺伝子プールから初期ヨーロッパ農耕民（EEF）のY-DNAが事実上消滅し、ヨーロッパの文化的・遺伝的景観が大きく変化した。青銅器時代には、中央ヨーロッパからの混血を持つ縄目文土器文化人が草原に再移住し、シンタシュタ文化を形成し、しばしば草原中後期青銅器時代（Steppe MLBA）またはシンタシュタ関連と呼ばれる西部ステップ牧畜民(WSH)の祖先の一種を形成した。
アンドロノヴォ文化とスラブナヤ文化（英語: Srubnaya culture）を経て、ステップMLBAはインド・イラン語派とともに中央アジアと南アジアに伝わり、長期にわたって文化的・遺伝的遺産を残した。
ヨーロッパの現代人口は、大部分がWHG（西ヨーロッパ狩猟採集民）、東ヨーロッパ狩猟採集民(EEF)、西部ステップ牧畜民(WSH)の混合としてモデル化できる。ヨーロッパでは，Haakら (2015)によると西部ステップ牧畜民(WSH)の祖先はノルウェー人の間でピークに達している（約50%）が，南アジアではNarasimhanら (2019)によるとカラシュ人の間でピークに達している（約30%）。

## 概要
- 3000 BC: 初期の東方への移住がアファナシェヴォ文化につながった。おそらく原トカラ語。
- 2900 BC: 北西方向への移住が縄目文土器文化から鐘状ビーカー文化に変容した:アンソニーによると、ヤムナ文化としてカルパティア山脈の西への西方へ移住し、鐘状ビーカー文化へと変容した。おそらくイタロ・ケルト語派。
- 2700 BC: カルパティア山脈の東から始まった第二次の東方への移住は、縄目文土器文化として始まり、ファティアノヴォ＝バラノヴォ文化へと変化した; (2800 BCE) -> アバシェヴォ文化; (2200 BCE) -> シンタシュタ文化; (2100-1900 BCE) -> アンドロノヴォ文化; (1900-1700 BCE) -> インド・アーリア人.

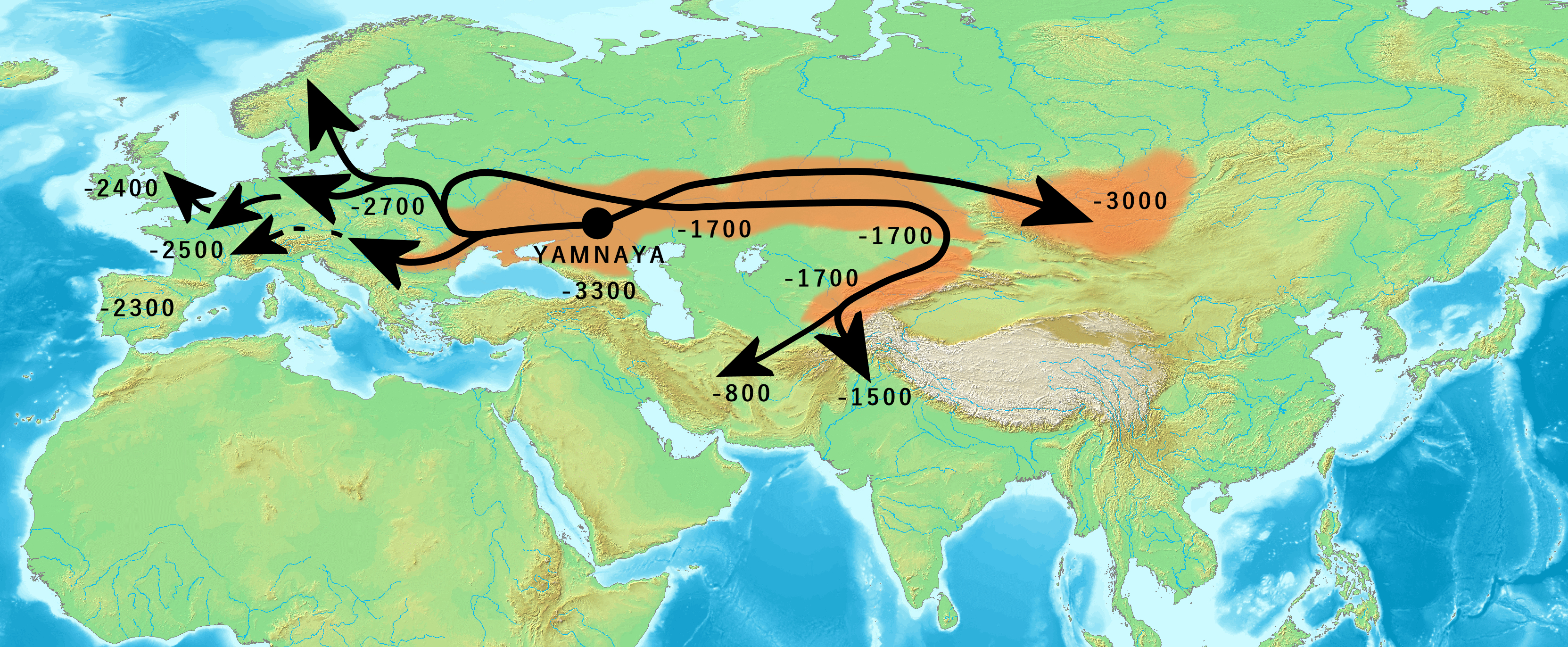
ヤムナ文化に関連する集団の移住。アンソニー(2007) (2017); ナラシマンら(2019); Nordqvistとヘイド (2020):による。
- 3000 BC: 初期の東方への移住がアファナシェヴォ文化につながった。おそらく原トカラ語。
- 2900 BC: 北西方向への移住が縄目文土器文化から鐘状ビーカー文化に変容した:アンソニーによると、ヤムナ文化としてカルパティア山脈の西への西方へ移住し、鐘状ビーカー文化へと変容した。おそらくイタロ・ケルト語派。
- 2700 BC: カルパティア山脈の東から始まった第二次の東方への移住は、縄目文土器文化として始まり、ファティアノヴォ＝バラノヴォ文化へと変化した; (2800 BCE) -> アバシェヴォ文化; (2200 BCE) -> シンタシュタ文化; (2100-1900 BCE) -> アンドロノヴォ文化; (1900-1700 BCE) -> インド・アーリア人.

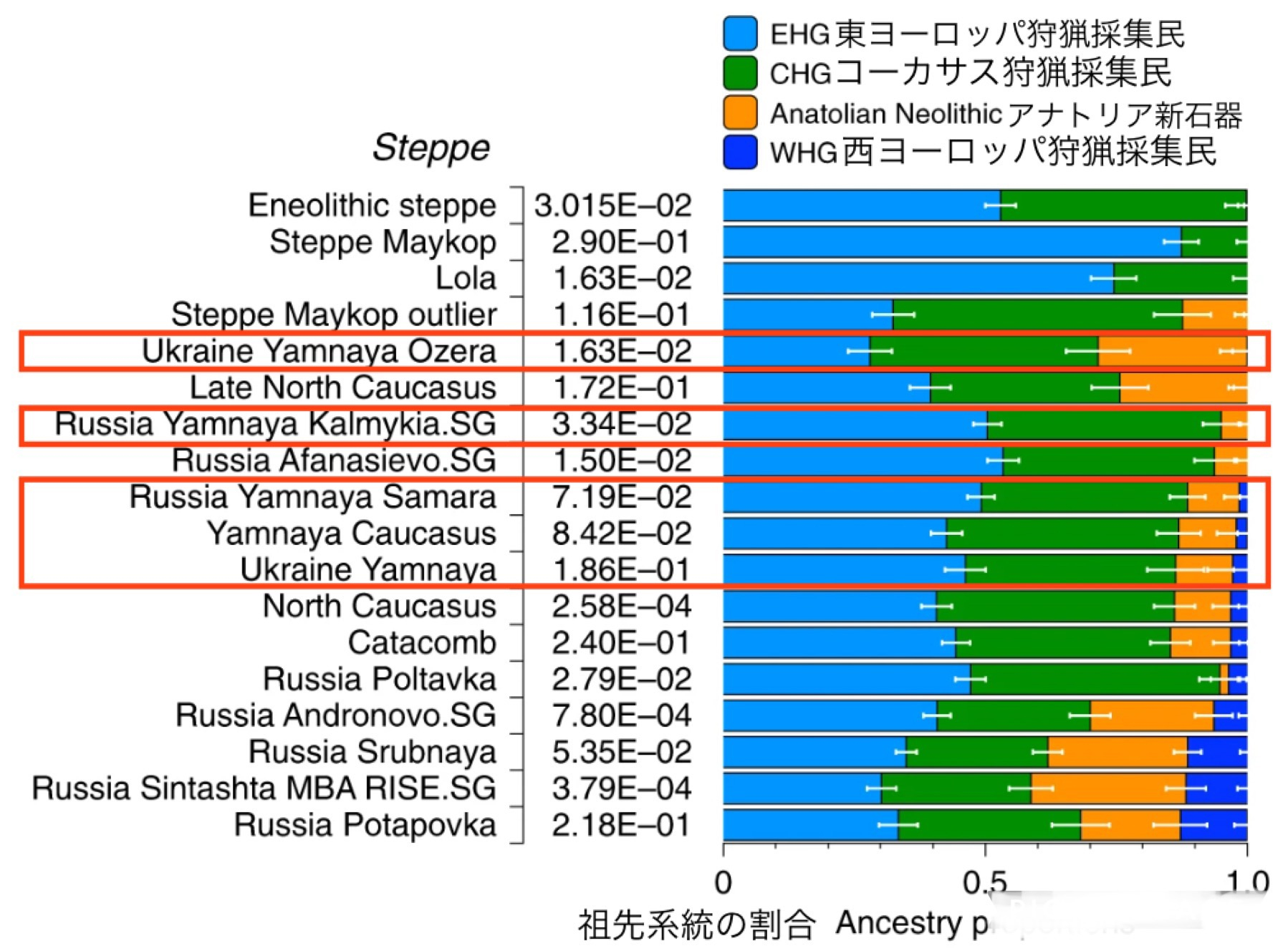
ヤムナ文化集団の混血割合。彼らは東ヨーロッパ狩猟採集民(EHG), (CHG), and 西ヨーロッパ狩猟採集民 (WHG)祖先系統の混血だった。

2015年中にネイチャーとセル (雑誌)に発表されたいくつかの遺伝子研究の要約がHeyd (2017)によって示されている：
- 西部ステップ牧畜民の成分は「南ヨーロッパで低く、北ヨーロッパで高い」。(Haak et al. 2015; Lazaridis et al. 2016)。
- 紀元前3000年頃とされるヤムナ文化集団の移動と関連している (Allentoft et al. 2015; Haak et al. 2015)；
- 第三千年紀のヨーロッパ（および先史時代のヨーロッパ全般）は、「大規模な人口移動と入れ替わりを伴う非常にダイナミックな時代」であった（Allentoft et al. 2015）；
- ヤムナ文化集団の移住はインド・ヨーロッパ語の拡散と関連している（Allentoft et al. 2015; Haak et al. 2015）；
- ペストは紀元前3千年紀にヨーロッパに広まり（Rasmussen et al. 2015）、ユーラシア草原からの移住に由来する；
- ヤムナ文化集団の人々は、身長に対する遺伝的淘汰がこれまでで最も高い（Mathieson et al. 2015）；

## 用語と定義
「ステップの祖先」は、少なくとも3つの特徴的なクラスターに分類することができる。すなわち、中石器時代にヨーロッパ草原の原住民であった東ヨーロッパ狩猟採集民（EHG）に関連する集団と、近東から北に広がったコーカサス狩猟採集民（CHG）に関連する集団である。この祖先プロフィールは「銅器時代の草原」祖先系統、あるいは「前ヤムナヤの祖先系統」として知られ、クヴァリンスク文化II遺跡とプログレス2遺跡の古代の個体によって代表される。これらの個体は、年代的には東ヨーロッパ狩猟採集民(EHG)と後期ヤムナヤの中間であり、コーカサス狩猟採集民(CHG)の祖先の割合は非常に多様である。
後期のヤムナ文化集団は、東ヨーロッパ狩猟採集民(EHG)関連／コーカサス狩猟採集民(CHG)関連の混血集団にアナトリア農耕民の祖先と西方狩猟採集民の混血を加えたものとモデル化することもできるし、東ヨーロッパ狩猟採集民(EHG)、コーカサス狩猟採集民(CHG)、イランの石器時代の祖先の混血とモデル化することもできる。このような祖先プロフィールは、それ以前の新石器時代のステップやステップマイコープ文化の集団には見られない。ヤムナ文化の個体だけでなく、アルタイ山脈付近の近縁のアファナシェヴォ文化や青銅器時代中期の草原のポルタフカ文化の個体にも非常に類似した祖先が見られる。この遺伝的要素は、草原時代前期から中期青銅器時代（ステップ初期-中期青銅器時代:Steppe Early to Middle Bronze Age、Steppe EMBA）、またはヤムナヤ関連祖先系統として知られている。
ヤムナヤに関連する集団が東ヨーロッパと中央ヨーロッパに拡大した結果、縄目文土器文化や鐘状ビーカー文化の古代の人々のように、ステップEMBAと初期ヨーロッパ農民の祖先が混ざった集団が形成された。東部の縄目文土器文化では、ファティアノヴォ＝バラノヴォ(Fatyanovo-Balanovo)文化関連集団が草原やさらに東への逆移動の源となり、その結果、スルブナヤ文化（英語: Srubnaya culture）、シンタシュタ文化、アンドロノヴォ文化が形成された可能性がある。これらの文化に属する古代の人々の遺伝的クラスターは、ステップ中期～後期青銅器時代（ステップMLBA）の祖先として知られている。

## 起源と拡大

### ステップ銅器時代
いわゆる「銅器時代ステップ」の祖先、それは東ヨーロッパ狩猟採集民(EHG)と近東つまりコーカサス狩猟採集民（CHG）関連）集団の比較的単純な混血としてモデル化できるが、それが最初に形成された正確な位置は、依然として不明である。近東に祖先を持つ集団とポントス・カスピ海草原の東ヨーロッパ狩猟採集民(EHG)との混血は紀元前5千年までには始まっており、少なくともヤムナヤ文化より1千年は先行していた。
この初期の「ヤムナヤ以前」の祖先は、 クヴァリンスクⅡ墓地の銅器時代の個体や、コーカサス山脈の真北にあるプログレス2遺跡で初めて検出された。この祖先は、ステップマイコープ文化の個体でも検出されているが、シベリアやアメリカ先住民関連の混血が加わっている。
クヴァリンスク文化の個体群は遺伝的に異質な集団であり、東ヨーロッパ狩猟採集民(EHG)に近い個体もいれば、後のヤムナヤの集団に近い個体もいる。平均して、これらの個体は、およそ4分の3が東ヨーロッパ狩猟採集民(EHG)、4分の1が近東（「アルメニア人関連」）の祖先であると推定できる。これらの3人はY染色体ハプログループR1a（後のヤムナヤのエリートの墓には見られない）、R1b、Q1aに属しており、最初の2つは先行する東ヨーロッパ狩猟採集民(EHG)集団に見られることから、先行する東ヨーロッパ狩猟採集民(EHG)集団との連続性を示唆している。
コーカサス北部の山麓にあるプログレス2遺跡の3個体も東ヨーロッパ狩猟採集民(EHG)とコーカサス狩猟採集民(CHG)に関連する祖先を持ち、遺伝学的にクヴァリンスクⅡの新石器時代の個体と類似しているが、コーカサス狩猟採集民(CHG)に関連する祖先のレベルが高く、後期のヤムナヤ集団に匹敵する。
考古学者のデイヴィッド・アンソニーは、ヴォルガ川中流域と北コーカサス山麓の間に位置するクヴァリンスク／プログレス2の交配ネットワークが「ヤムナヤの遺伝的祖先としてもっともらしい」と推測している。

### ステップ中期-後期青銅器時代

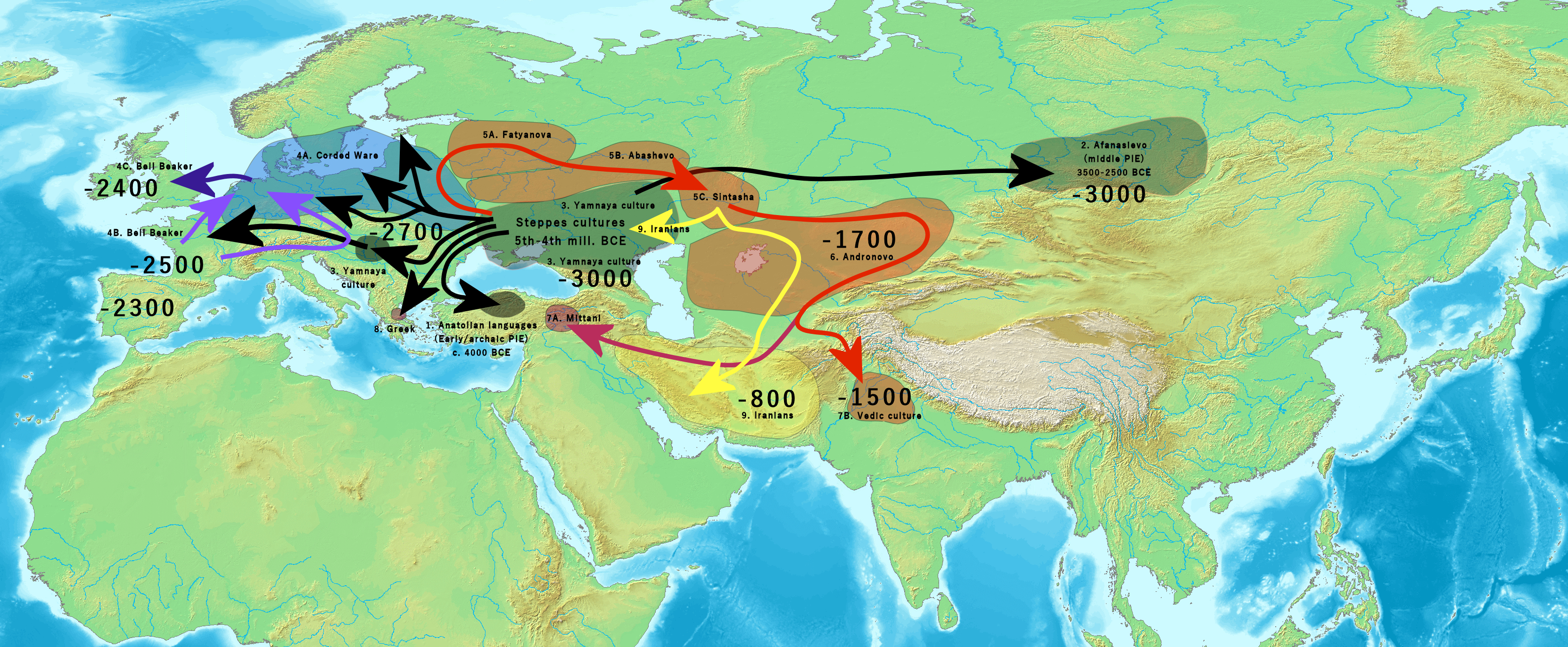
紀元前3000年から紀元前800年までのインド・ヨーロッパ人の移動スキーム

初期のヤムナヤ人、アファナシエボ文化人、そしてヤムナヤに続いて草原に進出したポルタフカ文化（英語: Poltavka culture）とカタコンブ文化（英語: Catacomb culture）の人々は、遺伝学的にほとんど区別のつかないクラスターを構成しており、主にR1b Y-DNAハプログループを持ち、I2aは少数派である。
2015年に初めてヤムナヤの全ゲノム配列が発表されたとき、ヤムナヤの個体にはアナトリア農耕民の祖先はいないと報告されたが、より大規模な調査の結果、現在ではヤムナヤには約14％のアナトリア農耕民の祖先がおり、さらに以前の銅器時代のステップの個体にはなかった小規模な西部ステップ牧畜民(WHG)の要素があることが一般的に合意されている。
ヤムナヤクラスターの形成に関与した実際の集団は依然として不明である。提案されているモデルには、東ヨーロッパ狩猟採集民(EHG)/コーカサス狩猟採集民(CHG)集団と西のヨーロッパ農耕民（球状アンフォラ文化圏の集団や遺伝的に類似した集団など）との混血、東ヨーロッパ狩猟採集民(EHG)集団とイラン銅器時代の集団との二方向混血、東ヨーロッパ狩猟採集民(EHG)、コーカサス狩猟採集民(CHG)、イラン石器時代の集団の三方向混血などがある。
2022年の研究では、ヤムナヤの祖先は、まだサンプリングされていない混血東ヨーロッパ狩猟採集民(EHG)/コーカサス狩猟採集民(CHG)集団と南コーカサスからの第二の源との混合としてモデル化できると結論づけ、ヤムナヤクラスターの源集団としてのクヴァリンスク文化新石器時代を否定している。この研究はまた、ククテニ・トリピリア文化や球状アンフォラ文化のヨーロッパの農民集団がヤムナヤに祖先をもたらしたという指摘とも矛盾しており、ヤムナヤにはヨーロッパの農民に見られるようなアナトリアの祖先が優位であることはなく、アナトリア人とレバノン人の祖先を同じ割合で持っている。

### 縄目文土器文化と鐘状ビーカー文化
遺伝学的証拠は、紀元前3千年紀の初期にヨーロッパで大規模かつ比較的急激な人口の入れ替わりがあったことを示しており、その結果、縄目文土器文化と鐘状ビーカー文化とともにステップの祖先が急速に広まった。
縄目文土器文化の個体は、ヨーロッパ中北部や北東部の先行する新石器時代の文化とは遺伝的に異なることが示されており、彼らの祖先の約75％はヤムナヤのような集団に由来している。
最古の縄目文土器文化の個体は遺伝学的にヤムナヤに近い。新石器時代の地域集団との混血の結果、ヤムナヤと球状アンフォラ文化の個体の中間の遺伝子を持つ個体が後世に生まれた。
2021年の研究によると、ボヘミアの初期縄目文土器文化集団は、ヤムナヤに似た集団とヨーロッパ新石器に似た集団に、さらに、北東ヨーロッパの銅器時代の森林ステップ集団（Pitted Ware文化、ラトビア中期新石器時代文化、ウクライナ新石器時代文化、およびそれらに遺伝的に類似した集団など）が5％から15％程度寄与しており、著者らはこの集団を「森林ステップ」の祖先と呼んでいるが、これらの三者混合としてモデル化できる。
鐘状ビーカー文化では、ドイツ、チェコ共和国、イギリス出身の個体に、ステップに関連する祖先の高い割合（約50％）が見られる。遺伝子の入れ替わりが最も激しいのはイギリスで、数百年のうちに遺伝子プールの約90％が入れ替わった。
ステップの祖先を持つボヘミアの初期の鐘状ビーカー文化人は、縄目文土器文化の人と遺伝的に似ており、この2つのグループの連続性を示唆している。後期の鐘状ビーカー文化人は、さらに20％ほど中期の銅器時代の祖先を持っている。

### ステップ中期-後期青銅器時代

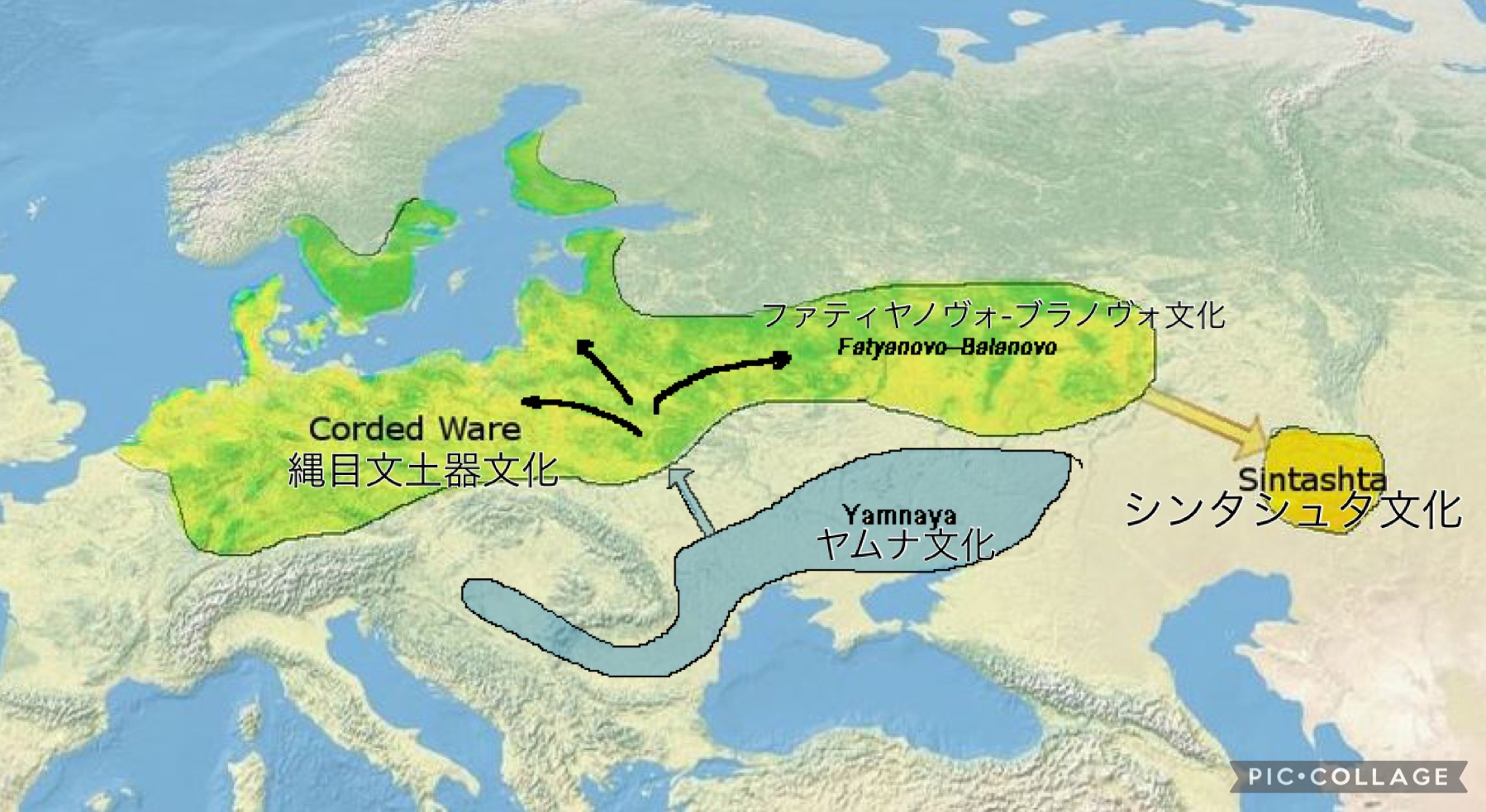
縄目文土器文化の東部はシンタシュタ文化（紀元前2100年頃〜1800年頃）に貢献し、そこでインド・イラン語派と文化が生まれた。

ウラル山脈南部のシンタシュタ文化、中央アジアのアンドロノヴォ文化、そしてポントス・カスピ海草原地帯のスラブナヤ文化（英語: Srubnaya cultures）の青銅器時代の人々は、いずれもヤムナヤに関連した祖先を持っており、さらにヨーロッパ系農民の混血が加わって、ステップ中後期青銅器時代の祖先（ステップMLBA、Steppe Middle-Late Bronze Age）として知られているが、このクラスターには、縄目文土器文化の形成とともに発展したシンタシュタ文化人の祖先も含まれる可能性がある。シンタシュタ文化、アンドロノヴォ文化、スラブナヤ文化（英語: Srubnaya cultures）に属する人々は、いずれも遺伝学的に類似しており、最終的には東部の縄目文土器文化の集団であるファティアノヴォ・ブラノヴォ文化（英語: Fatyanovo–Balanovo culture）集団の二次移動の子孫である可能性がある。
このステップMLBAクラスターは、さらに「西ステップMLBAクラスター」と「中央ステップMLBAクラスター」に分けられる。「西ステップMLBAクラスター」は、3分の2がヤムナヤに関連する祖先、3分の1がヨーロッパ農耕民に関連する祖先とモデル化され、「中央ステップMLBAクラスター」は、西シベリア狩猟採集民（英語: Western Steppe Hunter Gatherer）（WSHG）に9％前後の祖先を持つ西ステップMLBAとモデル化される。中央ステップMLBAクラスターは、紀元前2千年紀初頭にヤムナヤに関連する祖先が南アジアに伝播する主要な媒介となったことが示唆されている。

## 研究

### Haakら(2015),草原からの大移動はヨーロッパにおけるインド・ヨーロッパ語の源だった
Haakら (2015)はヤムナヤ文化の人々の祖先が東ヨーロッパ狩猟採集民と別の未確認集団の混合であることを発見した。調査した7人のヤムナヤ人男性全員がハプログループR1b (Y染色体)のサブクレード、ハプログループR-M269(R-M269)に属することが判明した。R1bはそれ以前にさらに北に住む東ヨーロッパ狩猟採集民(EHG)の間で検出されていた。
この研究によって、縄目文土器文化の被検者は約75％が西部ステップ牧畜民(WSH)の祖先であり、ヤムナヤ人または中期新石器時代のヨーロッパ人と混血した遺伝的に類似した集団の子孫であることが判明した。このことは、ヤムナヤ人または近縁の集団が紀元前3,000年頃に大規模な拡大に乗り出したことを示唆しており、おそらくヨーロッパにおけるインド・ヨーロッパ語族の少なくとも一部の拡散に一役買ったと思われる。
この時期、G2aのような初期ヨーロッパ農耕民（EEFs）の間で一般的なY-DNAハプログループは中央ヨーロッパではほぼ完全に消滅し、この地域では以前は稀であった（R1b）か不明であった（R1a）という西部ステップ牧畜民(WSH)/東ヨーロッパ狩猟採集民(EHG)の父系ハプログループに取って代わられる。初期ヨーロッパ農耕民 (EEF)のmtDNAも同様に著しく減少し、西部ステップ牧畜民(WSH)タイプに取って代わられることから、ヤムナヤの拡大は男性と女性の両方によって行われたことが示唆される。
ヤムナヤの拡大の余波で、中央ヨーロッパでは初期ヨーロッパ農耕民(EEF)と西ヨーロッパ狩猟採集民（WHG）の祖先が復活したようで、これは鐘状ビーカー文化とその後継のウーニェチツェ文化のサンプルで検出されている。鐘状ビーカー文化には約50％の西部ステップ牧畜民(WSH)祖先がいた。
現代のヨーロッパの集団はすべて西ヨーロッパ狩猟採集民(WHG)、初期ヨーロッパ農耕民(EEF)、西部ステップ牧畜民(WSH)の混合としてモデル化できる。西部ステップ牧畜民(WSH)の祖先は南ヨーロッパよりも北ヨーロッパでより一般的である。この研究で調査された現代の集団の中で、ノルウェー人が最も多くの西部ステップ牧畜民(WSH)祖先を持つことが判明し、彼らの間では50％を超えていた。

### アレントフトら（2015）青銅器時代ユーラシアの集団ゲノム学
Allentoft et al. (2015)は5人のヤムナヤ人男性のY-DNAを調査した。4人はR1b1a2のタイプに属し、1人はI2a2a1b1bに属していた。研究の結果、中央ヨーロッパの新石器時代の農耕民は、紀元前3000年頃にヤムナヤ人に「大部分取って代わられた」ことが判明した。この入れ替わりは、遺伝的景観だけでなく、ヨーロッパの文化的景観をも多くの点で変えてしまった。
シベリア南部の当時のアファナシェヴォ文化の人々はヤムナヤと「遺伝的に区別できない」ことが発見された。縄目文土器文化、鐘状ビーカー文化、ウーニェチツェ文化、そして北欧青銅器時代の人々は、互いに遺伝的に非常に類似しているが、ヤムナヤとの親和性のレベルも様々であることが判明した。この研究の著者は、中央アジアのシンタシュタ文化は、西部ステップ牧畜民(WSH)とヨーロッパの新石器時代の農民の両方の祖先を持つ縄目文土器文化の人々が中央ヨーロッパから東へ移動した結果として出現したことを示唆した。

### ジョーンズら（2015）、後期旧石器時代のゲノムは現代ユーラシア人の深いルーツを明らかにする
Jones et al. (2015)は、西部ステップ牧畜民(WSH)が東ヨーロッパ狩猟採集民(EHG)とこれまで知られていなかった分岐群との混血の子孫であることを発見した。
著者らはこれをコーカサス狩猟採集民（英語: Caucasus hunter-gatherer）s（CHGs）と同定・命名している。コーカサス狩猟採集民(CHG)は紀元前43,000年頃に西ヨーロッパ狩猟採集民(WHG)から分裂し、紀元前23,000年頃に初期ヨーロッパ農耕民(EEF)から分裂したことが判明した。ヤムナヤ族は「祖先の半分をコーカサス狩猟採集民(CHG)に連なるものに負っている」と推定された。

### Mathiesonら(2015)、古代ユーラシア人230人におけるゲノムワイドな選択パターン
2015年11月にネイチャーに掲載されたMathieson et al. (2015)古代ユーラシア人230人におけるゲノムワイドな選択パターンによると、ポルタフカ文化（英語: Poltavka culture）、ポタポフカ文化（英語: Potapovka culture）、スルブナヤ文化（英語: Srubnaya culture）の人々は密接な関係にあり、大部分が西部ステップ牧畜民(WSH)の子孫であったが、スルブナヤ文化人は他の人々よりも初期ヨーロッパ農耕民(EEF)の祖先を持っていた（約17％）。ヤムナヤと同様に、ポルタフカ文化の男性はほとんどがR1bのタイプを持っていたが、スルブナヤの男性はR1aのタイプを持っていた。
この研究では、現代のヨーロッパ人のほとんどが、西ヨーロッパ狩猟採集民(WHG)、初期ヨーロッパ農耕民(EEF)、西部ステップ牧畜民(WSH)の混合体としてモデル化できることがわかった

### ラザリディスら(2016):古代近東における農耕の起源に関するゲノム学的洞察
2016年7月にネイチャーに掲載された遺伝学的研究によると、西部ステップ牧畜民(WSH)は東ヨーロッパ狩猟採集民(EHG)と「イラン銅器時代の人々に関連する集団」の混合であることがわかった。EHGは75％が古代北ユーラシア人（ANE）系であるとモデル化された。南アジアの集団の間で西部ステップ牧畜民(WSH)祖先の有意な存在が検出された。南アジアで西部ステップ牧畜民(WSH)の祖先はカラシュ人の50％がピークで、これは北ヨーロッパの現代の集団に近いレベルである。

### Lazaridisら(2017)、ミノア人とミケーネ人の遺伝的起源
Lazaridis et al. (2017)はミケーネ人とミノア人の遺伝的起源を調べた。彼らはミノア人と遺伝的に類似していることが判明したが、ミケーネ人はミノア人には存在しない西部ステップ牧畜民(WSH)の祖先を約15％保有していることが判明した。その結果、ミケーネ人は西部ステップ牧畜民(WSH)とミノア人の祖先の混合体としてモデル化できることがわかった。この研究では、今後の研究で解決すべき2つの重要な疑問が残されていると主張している。
第一に、ミノア人とミケーネ人に共通する「東方」の祖先はいつエーゲ海に到着したのか？第二に、ミケーネ人の「北方」の祖先はギリシャへの散発的な侵入によるものなのか、それとも中央ヨーロッパのような急速な移動の結果なのか？このような移動は、原ギリシア語を話す集団がインド・ヨーロッパ語族のステップ侵入の南翼を形成したという考えを支持するだろう。しかし、古代にインド・ヨーロッパ語族の言語が証明されていたピシディアの青銅器時代のサンプルに「北方」の祖先が見られないことから、この遺伝的・言語的関連には疑問が持たれ、古代アナトリア語族のさらなるサンプリングが必要である。

### ビーカー現象と北西ヨーロッパのゲノム変容
Olalde (2018)はイギリス諸島への西部ステップ牧畜民(WSH)の祖先の侵入を調査した。西部ステップ牧畜民(WSH)の祖先は紀元前3千年紀の後半に鐘状ビーカー文化によってイギリス諸島に持ち込まれたことが判明した。鐘状ビーカー人の移住は「数百年のうちにイギリスの遺伝子プールの〜90％が入れ替わった」
イギリス諸島の遺伝子プールは、以前は初期ヨーロッパ農耕民(EEF)によって支配されており、地域によって異なる西ヨーロッパ狩猟採集民(WHG)の混血が加わっていた。
現代のイギリス諸島の一部におけるY-DNAは、ほぼ完全にR1b-M269に属しており、これは西部ステップ牧畜民(WSH)の系統である。

### 南東ヨーロッパのゲノム史
2018年2月にネイチャーに掲載された遺伝学的研究によると、ヨーロッパの現代人口は大部分が東ヨーロッパ狩猟採集民(EHG)、西ヨーロッパ狩猟採集民(WHG)、西部ステップ牧畜民
(WSH)、初期ヨーロッパ農耕民(EEF)の混合としてモデル化できると指摘されている。
この研究では、ヤムナヤに隣接する球状アンフォラ文化の人々を調査した。その結果、球状アンフォラ文化の人々には西部ステップ牧畜民(WSH)の祖先がいないことが判明し、文化の違いと遺伝子の違いが関係していることが示唆された。
注目すべきは、紀元前500年頃に現代のブルガリアに埋葬された2人の人物の間で西部ステップ牧畜民(WSH)の祖先が検出されたことである。紀元前4,500年。このことは、西部ステップ牧畜民(WSH)の祖先が、これまで信じられていたよりも2,000年も早くステップの外に現れたことを示している。

### 最初の馬の牧畜民と初期青銅器時代のステップのアジアへの拡大の影響
Damgaard et al. 2018は、ヤムナヤに関連した移住はヨーロッパよりも東アジアと南アジアで直接的かつ長期的な影響が少なかったことを発見した。決定的なことは、新石器時代後期の中央アジアのボタイ文化には西部ステップ牧畜民(WSH)の祖先がいないことが判明し、彼らが西部ステップ牧畜民(WSH)から深く分岐した古代北ユーラシア人(ANE)由来の集団に属していたことが示唆された。

### ユーラシア草原東部における青銅器時代の人口動態と酪農牧畜の台頭
2018年11月にProceedings of the National Academy of Sciences of the United States of Americaに掲載された遺伝子研究は、モンゴル高原における西部ステップ牧畜民(WSH)の祖先の存在を調査した。バイカル湖周辺に埋葬された青銅器時代後期の多数の遺骨が調査された。これらの個体の西部ステップ牧畜民(WSH)の祖先はわずか7％であり、ユーラシア東部ステップでは牧畜が遺伝的な置換ではなく、文化的な伝達によって採用されたことが示唆された。
カラスク文化のような南シベリアの青銅器時代後期の集団に見られる西部ステップ牧畜民(WSH)の祖先は、この時代までこの地域に遺伝的遺産がほとんど存在しなかった初期のアファナシェヴォ文化ではなく、アンドロノヴォ文化を通じて伝わったことが、この研究で判明した。

### Wang (2019)コーカサスにおける3000年間隔の古代人ゲノムワイドデータは生態地理学的地域と対応する
2019年2月にNature Communications誌に掲載された遺伝子研究は、ヤムナヤ文化とマイコープ文化の遺伝的起源を比較した。それによると、ヤムナヤ文化の間で発見された初期ヨーロッパ農耕民(EEF)祖先のほとんどは、東ヨーロッパの球状アンフォラ文化とククテニ文化に由来することがわかった。ヤムナヤ族における初期ヨーロッパ農耕民(EEF)の祖先の合計は10～18％と推定されています。マイコープ文化における初期ヨーロッパ農耕民(EEF)の祖先の多さを考えると、マイコープ文化が西部ステップ牧畜民(WSH)におけるコーカサス狩猟採集民(CHG)祖先系統の主要な源であったということは不可能である。したがって、コーカサス狩猟採集民(CHG)から西部ステップ牧畜民(WSH)への混血は、もっと早い時期に起こったに違いないと思われる。

### 過去8000年にわたるイベリア半島のゲノム史
Olalde (2019)は、西部ステップ牧畜民(WSH)の祖先がイベリア半島に入った過程を分析した。イベリア半島における西部ステップ牧畜民(WSH)の祖先の最古の証拠は、紀元前2,200年にイベリア半島で先住民集団と近接して暮らしていた個体から発見された。紀元前2,000年までには、イベリア半島の先住民のY-DNA（H、G2、I2）は、ほぼ完全に単一のWSH系統であるR-M269に置き換えられていた。しかし、この時期のイベリアにおけるmtDNAはまだほとんどが土着由来であり、イベリアにおけるWSHの祖先の侵入は主に男性主導であったことが確認された。

### Narasimhanら(2019)、南・中央アジアにおけるゲノム形成

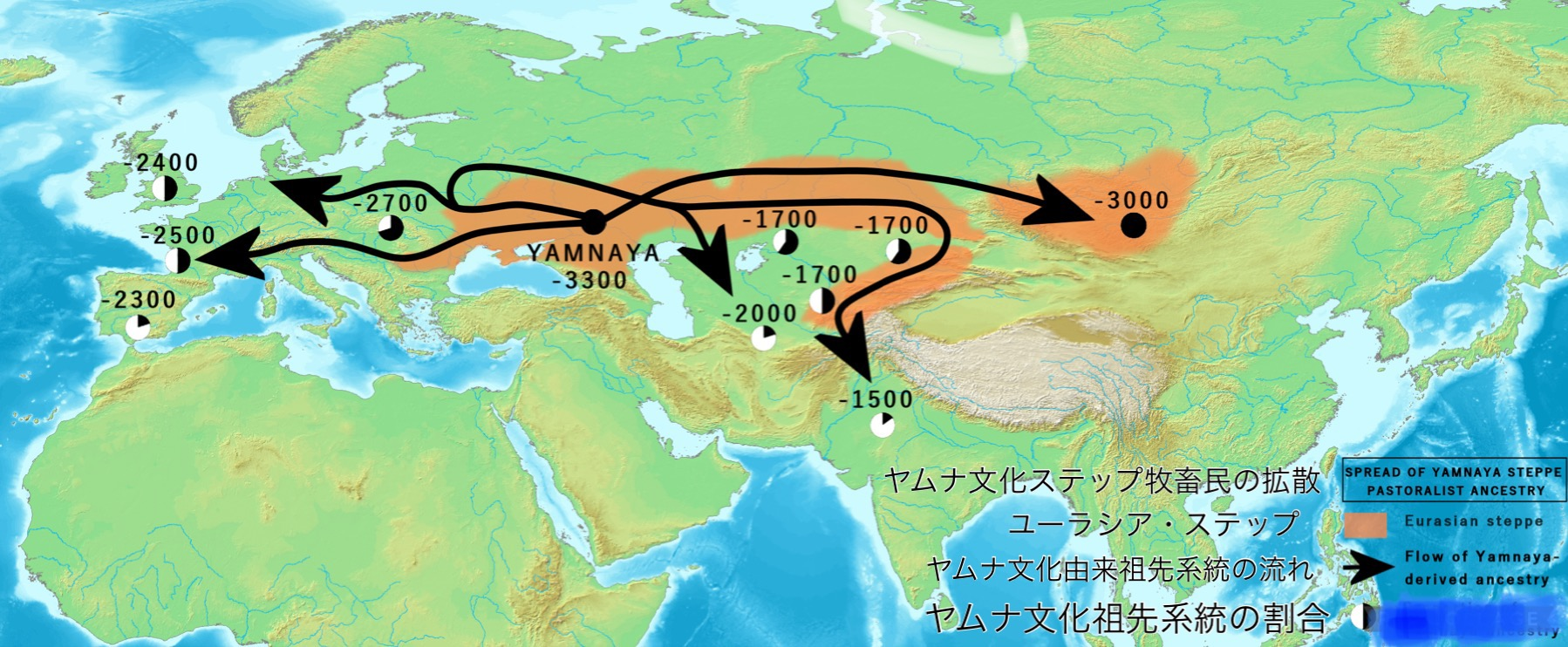
(Narasimhan et al. 2019)による、ヤムナヤ関連の移住。

南アジアと中央アジアのゲノム形成という2019年9月にScienceに掲載された論文では、ユーラシア大陸全域のインド・ヨーロッパ語を話す集団に大量の西部ステップ牧畜民(WSH)の祖先がいることが判明した。これはヤムナヤ人がインド・ヨーロッパ語を話していたという説の裏付けとなった。
この研究では、縄目文土器文化、スルブナヤ文化、シンタシュタ文化、アンドロノヴォ文化の人々は、約3分の2が西部ステップ牧畜民(WSH)の祖先を持ち、約3分の1がヨーロッパの中期新石器時代の混血を持つ近縁集団であることが判明した。これらの結果は、シンタシュタ文化が、主に西部ステップ牧畜民(WSH)を祖先とする縄目文土器文化の人々が草原に戻る東方への移動として出現したという考え方をさらに裏付けるものであった。初期の西部ステップ牧畜民(WSH)の間では、R1bが最も一般的なY-DNA系統であり、R1a（特にハプログループR1a#R1a1b2 (R-Z93) (アジア)|R1a1a1b2）はアンドロノヴォやスラブナヤなど中央アジアの後期集団に多か見られた。
西シベリア狩猟採集民（WSGs）は、この研究で発見された系統であり、明確な考古学的系統である。西シベリア狩猟採集民(WSG)の祖先は、約30％が東ヨーロッパ狩猟採集民(EHG)、50％が古代北ユーラシア人(ANE)、20％が東アジア人の祖先を持つことが判明した。西部ステップ牧畜民(WSH)が東方へ拡大する過程で、西シベリア狩猟採集民(WSG)からわずかな（約8％）混血を得たことが注目された。
青銅器時代に中央アジアと南アジアに西部ステップ牧畜民(WSH)祖先系統の著しい流入があったことが判明した。西部ステップ
牧畜民(WSH)の祖先は、紀元前3千年紀の中央アジア南部の以前のサンプルにはほとんど含まれていないことがわかった
青銅器時代に中央アジアから南アジアに向かって西部ステップ牧畜民(WSH)が拡大した際、西部ステップ牧畜民(WSH)の間で南アジアの農耕民の祖先系統が増加した。南アジアの集団の中で、西部ステップ牧畜民(WSH)の祖先系統はバラモンとブーミハル（英語: Bhumihar）の間で特に多い。したがって、西部ステップ牧畜民(WSH)の祖先はヴェーダ文化（英語: Vedic culture）とともにインドに広がったと予想される。

### アントニオら(2019)、古代ローマ：ヨーロッパと地中海の遺伝的十字路
Antonio et al. (2019)古代ローマ：
ヨーロッパと地中海の遺伝的十字路
2019年11月にサイエンス に掲載された、紀元前900年から紀元前200年の間にローマ近郊に埋葬された6人のラテン人男性の遺骨を調査した。彼らは父方のハプログループR-M269、ハプログループT-M184(T1a1a, T-L208)、R-311、R-PF7589、R-P312（2サンプル）を、および母方のハプログループH1aaj1a、ハプログループT(T2c1f)、H2a、U4a1a、H11a、H10を保有していた。先行する原ヴィラノヴァン文化（英語: Proto-Villanovan culture）の女性は母方のハプログループU5a2bを持っていた。これらの調査個体は、約30～40％のステップ祖先系統の存在によってイタリアの先行集団と区別された。調査されたラテン人とエトルリア人との間の遺伝的差異は重要ではないことが判明した。

### Fernandesら(2019)、西地中海の島々におけるステップとイラン関連の祖先の到来
Fernandes et al. (2019)西地中海の島々におけるステップとイラン関連の祖先の到来によると、バレアレス諸島から発掘された骨格（紀元前2400年までさかのぼる）にはかなりの西部ステップ牧畜民(WSH)の祖先が含まれていたが、それ以降のバレアレス諸島の個体には、地理的な不均質性や、よりヨーロッパ人の最初の農民関連の祖先を持つ集団からの移民を反映して、ステップの遺産は少なかった。シチリアでは、西部ステップ牧畜民(WSH)の祖先はBC〜2200年までに到着し、少なくとも部分的にはスペインから来た可能性が高い。初期青銅器時代のシチリア人男性5人のうち4人がステップ関連Y染色体ハプログループR1b1a1a2a1a2（R-P312）を持っていた。これらのうち2人はY染色体ハプログループR1b1a1a2a2a1（Z195）であり、これは今日ではイベリアにほぼ限定されており、紀元前2500年から2000年にかけてそこで生まれたという仮説がある。サルデーニャでは，青銅器時代にWSHの祖先がいたことを示す説得力のある証拠は見つかっていないが，著者らはCE~200-700年までにそれを検出している。

## 分析
アメリカの考古学者デイヴィッド・W・アンソニー（英語: David W. Anthony）（2019年）は西部ステップ牧畜民(WSH)に関する最近の遺伝データをまとめた。アンソニーは、西部ステップ牧畜民(WSH)はドニエプル・ドネツ文化とヤムナヤ文化の父系間の遺伝的連続性を示しており、両文化の男性はほとんどがR1bの保因者であり、より少ない程度でI2の保因者であったことが判明していると指摘している。
ドニエプル＝ドネツ人のmtDNAは東ヨーロッパ狩猟採集民(EHG)や西ヨーロッパ狩猟採集民(WHG)に関連するUのタイプばかりであるが、ヤムナヤ人のmtDNAにはコーカサス狩猟採集民(CHG)や初期ヨーロッパ農耕民(EEF)に頻繁に見られるタイプも含まれている。アンソニーによれば、西部ステップ牧畜民(WSH)はそれ以前にポントス・カスピ海草原でヤムナヤ文化に先行していたスレドニ・ストグ文化とクヴァリンスク文化の間で発見されていた。スレドニ・ストグ文化人はほとんどが西部ステップ牧畜民(WSH)でわずかに初期ヨーロッパ農耕(EEF)が混血していたが、さらに東に住んでいたクヴァリンスク文化人は純粋にWSHであった。アンソニーはまた、クヴァリンスク文化の先祖とは異なり、ヤムナヤのY-DNAはもっぱら東ヨーロッパ狩猟採集民(EHG)と西ヨーロッパ狩猟採集民(WHG)であると指摘している。このことは、ヤムナヤの有力な氏族が東ヨーロッパ狩猟採集民(EHG)と西ヨーロッパ狩猟採集民(WHG)の起源であることを示唆している。
西部ステップ牧畜民(WSH)のわずかな初期ヨーロッパ農耕民(EEF)の祖先は中央ヨーロッパに由来することが判明しており、またヤムナヤ族からはコーカサス狩猟採集民(CHG)のY-DNAが検出されていないことから、アンソニーはマイコープ文化が西部ステップ牧畜民(WSH)の文化やコーカサス狩猟採集民(CHG)の祖先に大きく貢献することは不可能であると指摘している。アンソニーは、東ヨーロッパ狩猟採集民(EHG)とコーカサス狩猟採集民(CHG)の混血は紀元前5,000年頃にポントス・カスピ海草原の東部で最初に起こり、初期ヨーロッパ農耕民(EEF)との混血はそれより後にポントス・カスピ海草原の南部で起こったと示唆している。
ヤムナヤのY-DNAはもっぱら東ヨーロッパ狩猟採集民(EHG)と西ヨーロッパ狩猟採集民(WHG)のタイプなので、アンソニーは混血は東ヨーロッパ狩猟採集民EHGと西ヨーロッパ狩猟採集民(WHG)の男性、コーカサス狩猟採集民(CHG)と初期ヨーロッパ農耕民(EEF)の女性の間で起こったに違いないと指摘している。アンソニーはこのことを、インド・ヨーロッパ語族が当初は東ヨーロッパに住む東ヨーロッパ狩猟採集民(EHG)の間で話されていたことを示す新たな証拠として挙げている。これに基づいてアンソニーは、西部ステップ牧畜民(WSH)が持ち込んだインド・ヨーロッパ語族は、当初は「東ヨーロッパ狩猟採集民(EHG)によって話されていた支配的な言語が、音韻論、形態論、語彙においてコーカサス的な要素を吸収した」（コーカサス狩猟採集民(CHG)によって話されていた）結果であったと結論づけている。
銅器時代から青銅器時代初期にかけて、ヨーロッパの初期ヨーロッパ農耕民（EEF）文化は西部ステップ牧畜民(WSH)の相次ぐ侵略によって圧倒された。これらの侵略によって、ヨーロッパの初期ヨーロッパ農耕民(EEF)の父系DNA系統はほぼ完全に消滅した。ヨーロッパにおけるDNA系統はほぼ完全に東ヨーロッパ狩猟採集民(EHG)/西部ステップ牧畜民(WSH)の父系DNA（主にR1bとR1a）に置き換わった。しかし初期ヨーロッパ農耕民(EEF)のmtDNAは頻繁に残っており、西部ステップ牧畜民(WSH)の男性と初期ヨーロッパ農耕民(EEF)の女性の混血を示唆している。

## 表現型
西ステップの牧畜民は明るい肌（英語:  Light skin）だったと考えられている。ヤムナヤのような初期青銅器時代のステップの集団は、ほとんどが茶色の目と黒髪だったと考えられている。一方、縄目文土器文化の人々は青い目の割合が高かった。
メラノサイトの発達とメラニン合成を制御するKITLG遺伝子のrs12821256対立遺伝子は、金髪と関連しており、最初に発見されたのは古代北ユーラシア人であった。紀元前15,000年頃のシベリアのアフォントヴァ山遺跡で初めて発見され、後にサマラ、モタラ、ウクライナの3人の東ヨーロッパ狩猟採集民で発見され、後に西部ステップ牧畜民(WSH)の祖先を持つ数人の個体で発見された。
遺伝学者デイヴィッド・ライヒは、おそらく西草原の牧畜民の大移動がこの突然変異をヨーロッパにもたらしたと結論づけ、現代のヨーロッパ人にこの一塩基多型(SNP)のコピーが何億もある理由を説明している。2020年、ある研究が、西部ステップ牧畜民の祖先系統が現代ヨーロッパ人の肌や髪の色を明るくする原因であり、特に北ヨーロッパ人の表現型に支配的な影響を与えていることを示唆した。
2015年の研究によると、ヤムナヤはテストされた古代の集団の中で、身長に対する遺伝的選択の計算値が過去最高であった。

## ラクターゼ活性持続症
ヤムナヤ遺跡から採取された5つの古代のDNAサンプルの約4分の1は、ラクターゼ活性持続症に関連する対立遺伝子を持っており、成人期までの乳糖耐性を付与する。ヤムナヤのような草原由来の集団は、この特徴をユーラシアの草原からヨーロッパに持ち込んだと考えられており、この特徴を持たないヨーロッパの集団に対して生物学的な優位性を与えたのではないかという仮説がある。
ユーラシアの草原の集団は、草原との混血がないヨーロッパの農耕民や狩猟採集民よりも、乳糖耐性対立遺伝子の頻度が高い。